# Ahenny
Ahenny (em irlandês:  Áth Eine, "vau de Eine") é um vilarejo e townland no Condado de Tipperary, República da Irlanda, próximo de Clonmel. Próxima da fundação do antigo Mosteiro de Kilclispeen conhecida por suas antigas altas cruzes em estilo céltico, algumas dentre as mais antigas da ilha.